# Mai 1847

## Événements

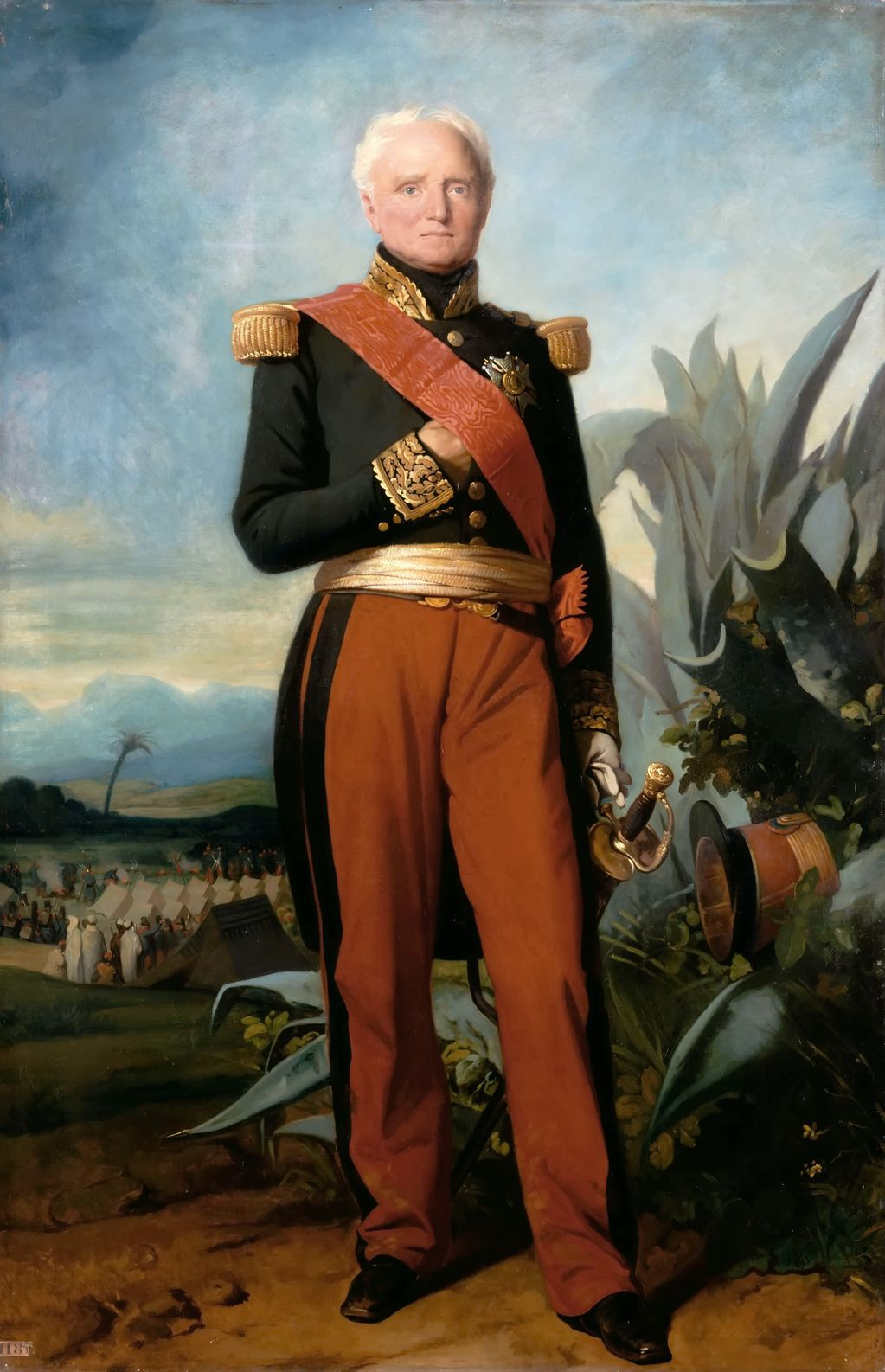
Bugeaud.

- À l’exemple du pape, le grand-duc de Toscane libéralise la presse. Le roi de Sardaigne octroie une réforme communale basée sur l’élection censitaire et la liberté de la presse.

- 4 mai, France : début du scandale Teste-Cubières.

- 6 mai, France : la Chambre des pairs se prépare à juger le général Despans-Cubières.

- 8 mai, France : trois ministres démissionnent. Ils sont remplacés vaille que vaille le lendemain.

- 13 mai, France : le Théâtre-Français reprend Marion Delorme de Hugo.

- 24 mai, France : publication au Moniteur universel du rapport parlementaire de Tocqueville sur le projet de loi relatif aux crédits extraordinaires demandés pour l'Algérie. Ce premier rapport sera suivi d'un second rapport sur le projet de loi portant demande d'un crédit de trois millions pour les camps agricoles de l'Algérie (Moniteur universel, séance du 2 juin). Ces deux travaux témoignent de l'intérêt de Tocqueville pour la colonisation de l'Algérie.

- 30 mai : Bugeaud démissionne et est remplacé par le duc d'Aumale comme gouverneur général de l’Algérie française (11 septembre, fin en 1848).
  - Abd el-Kader, poursuivi par le sultan du Maroc, est contraint de négocier.

## Naissances
- 21 mai : Antonio Favaro (mort en 1922), historien des sciences italien.
- 24 mai : Wilhelm Haarmann (mort en 1931), chimiste allemand.

## Décès
- 15 mai : Daniel O'Connell, homme politique irlandais surnommé the Liberator ou the Emancipator (° 1775).